# (468345) 2016 EJ80
(468345) 2016 EJ80 es un asteroide perteneciente al cinturón de asteroides, descubierto el 24 de mayo de 2006 por el equipo Spacewatch desde el Observatorio Nacional de Kitt Peak (Arizona, Estados Unidos).